# Chrám múz
Chrám múz byl salet (drobná stavba), který se nacházel v Lednicko-valtickém areálu. Dnes již neexistuje.

## Historie
Nacházel se při vstupu do původní zámecké oranžerie (ta byla o 50 metrů delší). V letech 1807–1809 jej vystavěl Josef Hardtmuth na příkaz Jana I. z Lichtenštejna. Přibližně po patnácti letech byla odstraněna původní sochařské výzdoba, prázdné výklenky se zaplnily vázami s květinami a později byly zazděny.
Stavba byla zbourána spolu se zámeckým divadlem roku 1842. Dnes na místě chrámu najdeme sochy lvice a vlka, sochy múz byly přemístěny do zámečku Tři Grácie.